# Station Schalksmühle
Station Schalksmühle is een spoorwegstation in de Duitse plaats Schalksmühle.   